# Meerburg (kasteel)
Meerburg was een kasteel en buitenplaats in de Nederlandse plaats Zoeterwoude, provincie Zuid-Holland.

## Geschiedenis
In 1316 werd het kasteel vermeld als de Nieburch. Deze naam duidt op nieuwbouw, maar kan ook wijzen op de herbouw van een oudere burcht. In ieder geval gaf de graaf van Holland in 1319 het kasteel uit in leen aan de familie Van Meerburgh. Het kasteel vererfde in 1356 naar Willem van der Made.
Eind 14e eeuw kwam er een nieuwe eigenaar toen Pieraart van Assche uit Dordrecht de Meerburg aankocht. Ook werd Meerburg in die tijd een allodiaal goed, waardoor het niet langer werd vermeld in de leenregisters en er sindsdien weinig bekend is over de volgende eigenaren.
Tijdens de Hoekse en Kabeljauwse twisten rond 1420 werd het kasteel verwoest, waarna het werd herbouwd. 

### Beleg van Leiden

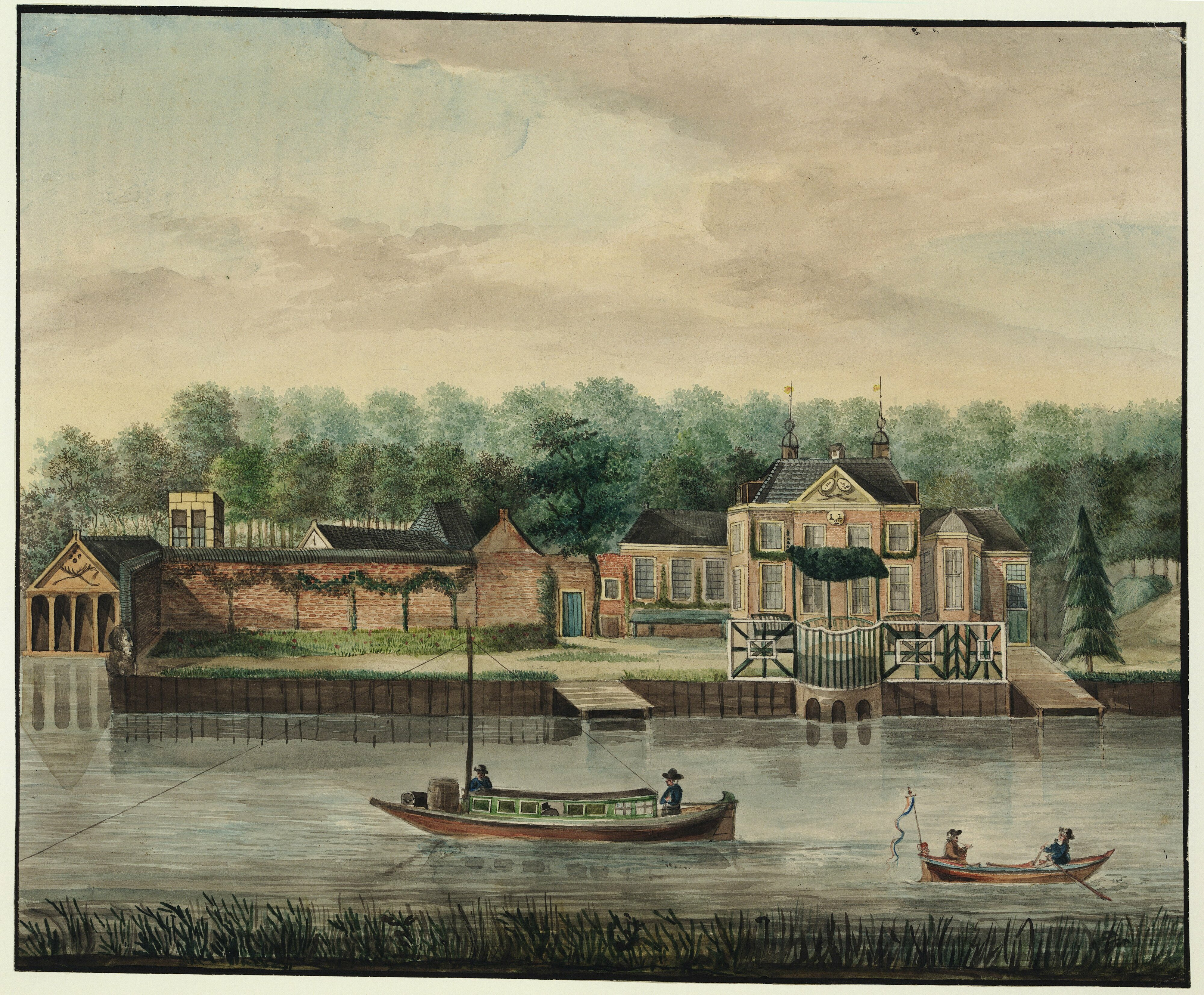
Buitenplaats Meerburg (van Pieter de la Court?) in de 18e eeuw

In 1574 vond het beleg van Leiden plaats, waarbij het kasteel in brand werd gestoken. Vermoedelijk was de stad Leiden hiervoor verantwoordelijk: zij hebben dan uit voorzorg het kasteel onbruikbaar gemaakt voor de Spaanse tegenstander. Het is echter ook mogelijk dat het Spaanse leger het kasteel heeft verwoest.

### Buitenplaats
Het kasteel werd na 1574 weer hersteld en was in 1610 in eigendom van Robert de Coutreau, die het rond 1640 verkocht aan de broers Jacob en Pieter de la Court. Omdat het kasteel bouwvallig was, bouwden de twee broers even verderop, nabij de Hoge Rijndijk, elk een nieuwe buitenplaats die allebei de naam Meerburg kregen: het huis van Pieter stond tussen de Hoge Rijndijk en de rivier in, het huis van Jacob stond aan de binnenzijde van de Hoge Rijndijk.
Het oude kasteel zal in de loop van de 17e eeuw zijn verdwenen.

### Pastorie
De buitenplaats Meerburg die door Jacob de la Court was gebouwd, werd in 1735 aangeduid als de hofstede Meerburg. Eind 18e eeuw was het herenhuis van deze buitenplaats echter bouwvallig geworden en werd daardoor herbouwd. In 1855 werd er aan de Hoge Rijndijk een kleine katholieke kerk gebouwd, waarbij het herenhuis van Meerburg in gebruik werd genomen als de pastorie. In 1896 werd dit kerkje vervangen door de Meerburgkerk. Het huis Meerburg bleek niet erg praktisch als pastorie en werd in 1921 gesloopt, waarna op de fundamenten een nieuwe pastorie werd gebouwd. Enkele gevelstenen en versieringen van het oude herenhuis zijn bewaard gebleven en in de voorgevel van de pastorie aangebracht.

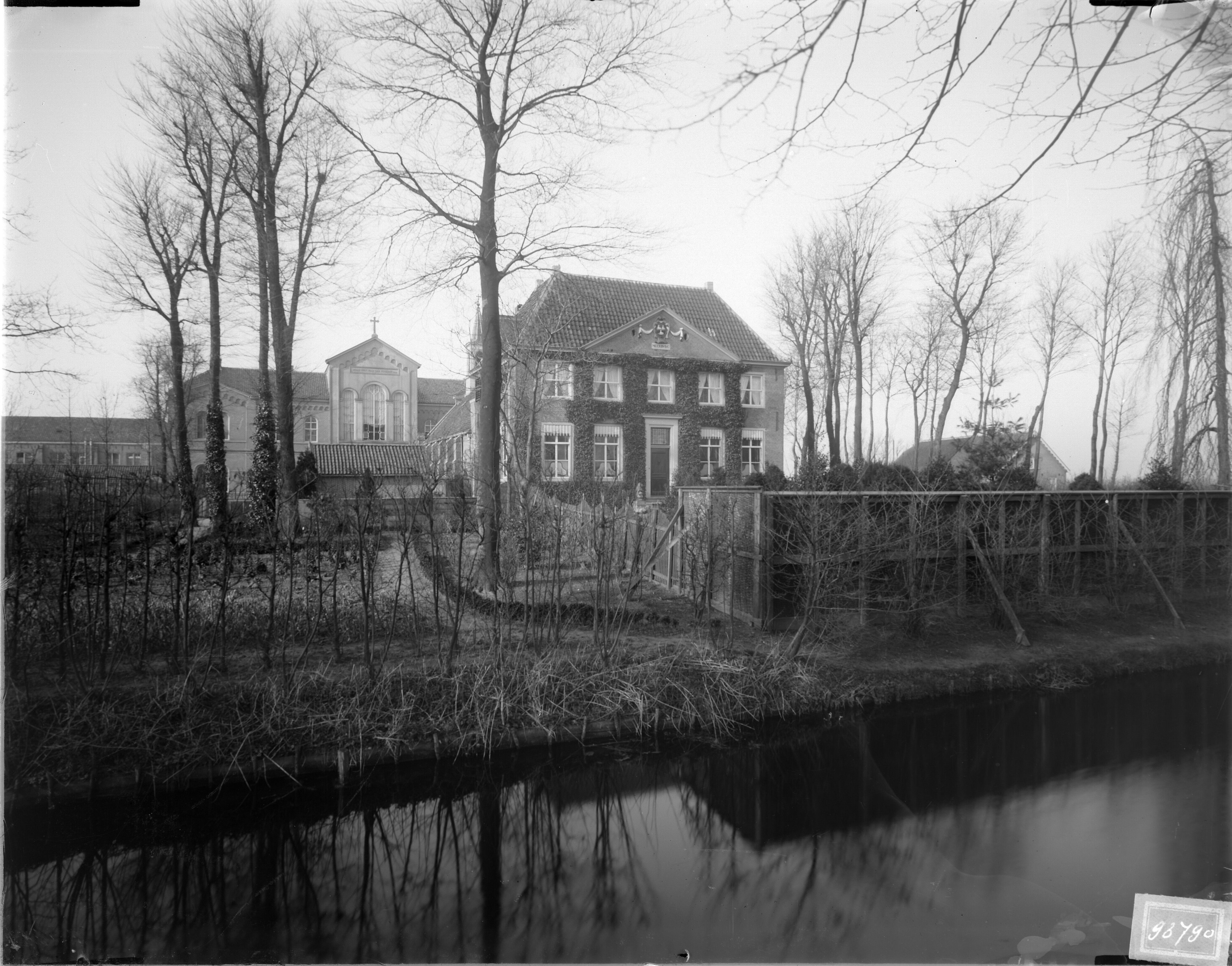
Buitenplaats Meerburg, in gebruik als pastorie (eind 19e eeuw)

### Kasteeleiland
De locatie van de middeleeuwse hoofdburcht werd in de jaren 70 van de 20e eeuw bovengronds zichtbaar gemaakt door de aanleg van een vierkant kasteeleiland, omgeven door een slotgracht. De vierkante vorm is echter niet correct, want het kasteeleiland was in de middeleeuwen rond van vorm. Ook ligt het aangelegde eiland op de verkeerde plek: in de middeleeuwen stond daar niet de hoofdburcht, maar de voorburcht. De hoofdburcht ligt onder de Produktieweg, net ten zuidoosten van het vierkante eiland.

## Beschrijving
De enige afbeelding van het middeleeuwse kasteel Meerburg is een tekening uit 1725. Het is niet duidelijk of deze tekening betrouwbaar is: het kasteel was in 1725 namelijk al afgebroken. De mogelijkheid bestaat echter dat de tekenaar een oudere afbeelding heeft gebruikt als voorbeeld. In ieder geval laat de tekening een omgracht, veelhoekig kasteel zien op een rond eiland. Dit komt overeen met een kaart uit 1614, waarop eveneens een rond, omgracht terrein zichtbaar is.
De buitenplaats Merenburg van Jacob de la Court werd in 1735 omschreven als een onderkelderd herenhuis met een koetshuis, stalling, oranjerie en grote tuinaanleg. 
Abbenbroek · Abspoel · Adegeest · Slot Alkemade ·  Altena · Arkelsburg · Bellesteyn · Huis ten Berghe · Binckhorst · Binnenhof · Blijdestein · Te Blotinghe · Boekenburg · Boekhorst · Boshuysen · Bulgersteyn · Burcht (Leiden) · Burcht (Voorne) · Slot Capelle · Coebel · Cranenburg · Crayestein · Cronesteyn · Crooswijk · Develstein · 't Huys Dever · Dirks Steenhuis · Ter Does · Duivenstein · Duivenvoorde · Endegeest · Endepoel · Foreest · Giessenburg · Gravensteen · Groot Haesebroek · 's Heeraartsberg · Hof van Wateringen · Holy · Slot Honingen · Kasteel van de Heren van Arkel · Kasteel van Gouda · Keenenburg · Kasteel Keukenhof · Klein Poelgeest · Huis te Langerak · Langestein · Huis te Liesveld · Ter Lips · De Loo · Madeburcht · Marenburch · Meerburg · Huis te Merwede · Huis ter Mey · Kasteel van der Meye · Niemandsvriend · Noordeloos · Oud-Berendrecht · Oud-Poelgeest · Oud Teylingen · Paddenpoel · Persijn · Groot Poelgeest · Hof van Putten · Puttensteyn · Landgoed De Raephorst · Kasteel Ravesteyn · Kasteel van Rhoon · Rijnegom · Rijnenburg · Huis te Riviere · Rodenburg · Hofstad Rodenrijs · Rodenrijs · Rosenburgh · Huis Roucoop · Santhorst · Schelluinderberg · Schonenburg · Kasteel van Schoonhoven · Souburgh · Spangen · Starrenburg · Huis ter Specke · Steenvoorde · Stenevelt · Slot Teylingen · Den Toll · Torenvliet · Slot Valckesteyn · Huis ter Waard · Warmont · Ter Weer · Hof van Wena · Kasteel Westerbeek · Huis te Woude · Kasteel van IJsselmonde · 't Zand · Huis Zevender · Kasteel aan de Zevender · Zijlhof · Zonneveld · Huis Zuidwijk · Zwieten